# Wim de Bie

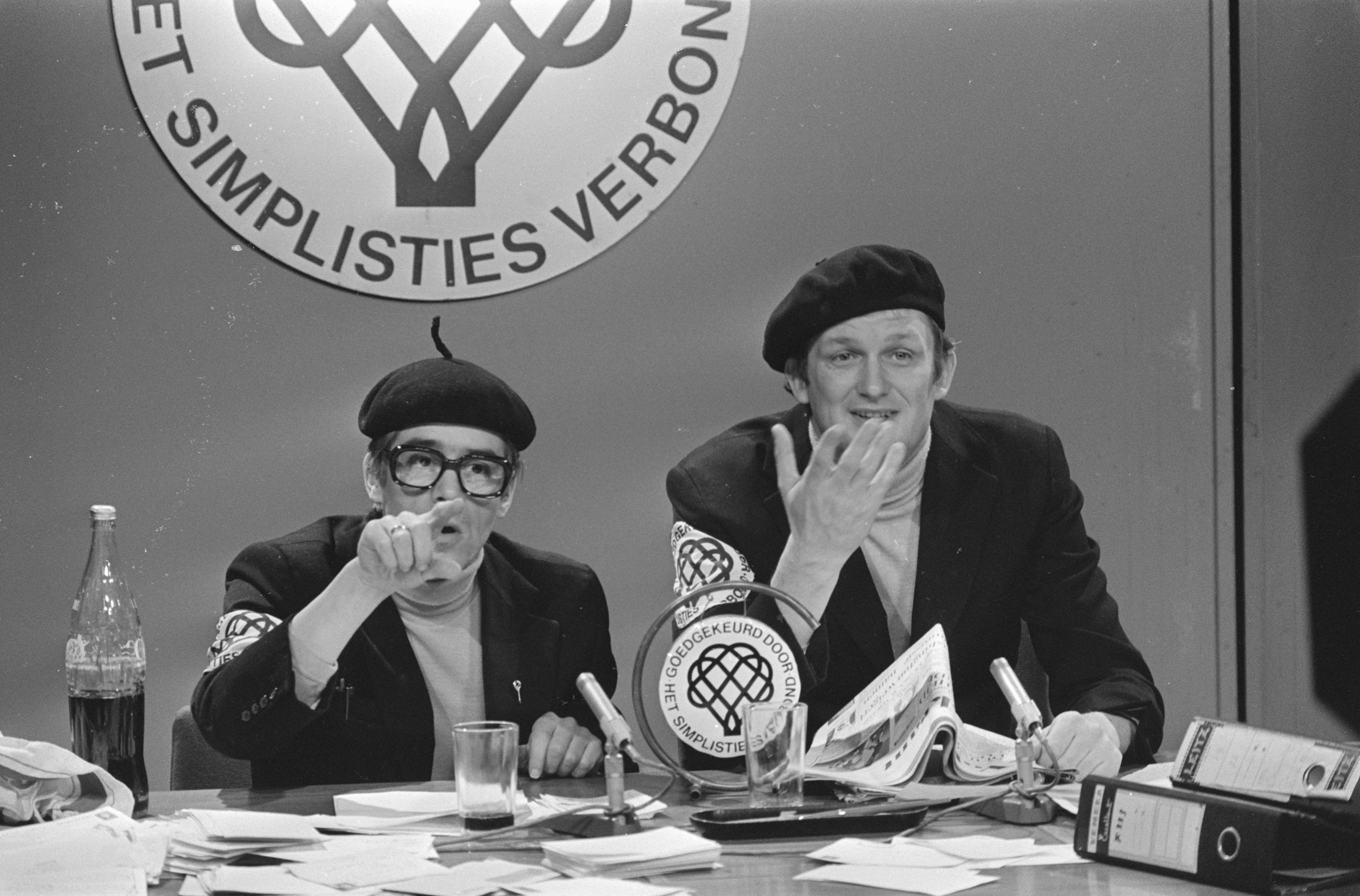
Wim de Bie (r.) vormde tientallen jaren een duo met Kees van Kooten.

Willem Philippe (Wim) de Bie (Den Haag, 17 mei 1939 – aldaar, 27 maart 2023) was een Nederlandse cabaretier, schrijver en programmamaker. 

## Levensloop
De Bie werd geboren in de Haagse Parsifalstraat. Zijn vader werkte bij het gemeentelijk energiebedrijf (GEB) en zijn moeder was zangeres. Hij werd lid van padvindersvereniging De Rimboejagers. De Bie is vooral bekend geworden als lid van het duo Van Kooten en De Bie, dat jarenlang op televisie voor de VPRO programma's maakte. De samenwerking tussen hem en Kees van Kooten gaat terug tot hun middelbareschooltijd. Ze leerden elkaar kennen op het Dalton Lyceum in Den Haag, waar ze samen het cabaretensemble Cebrah vormden. Hun eerste programma heette G.Rapsgewijs, het tweede Te hooi en te grap. 
Omdat ze allebei leraar wilden worden, gingen ze na hun eindexamen Nederlands studeren. De Bie stopte er echter al snel mee. Hij ging in militaire dienst en werd officier bij de landmacht (artillerie). 

### Radio
In 1961 zag hij een advertentie van de Nederlandse Radio Unie voor een opleiding tot radiocabaretier. Hij verhuisde van Den Haag naar Amsterdam, waar hij ging werken voor  uitgeverij De Arbeiderspers om deze opleiding te kunnen betalen. Vier avonden in de week ging hij naar Hilversum om zijn studie te volgen en na drie jaar was hij een gediplomeerd radiocabaretier. Nog diezelfde zomer (1963) werd hij door Co de Kloet gevraagd als eindredacteur voor het radio-jongerenprogramma Multiplex. Het werd later omgedoopt tot Uitlaat en weer later haalde hij Kees van Kooten erbij met wie hij als de Klisjeemannetjes optrad, eerst als wekelijkse uitsmijter van het radioprogramma.

### Televisie
In 1965 maakten De Bie en Van Kooten in het tv-programma Mies en scène van Mies Bouwman hun televisiedebuut. En weer later voor de VARA in Hadimassa (1970). Daarna vervolgden zij bij de VPRO decennialang hun optreden als duo. Eerst bij Het Gat van Nederland en later als Van Kooten en De Bie en toen Gerard Kornelis van het Reve zijn naam modieus tot Reve had gecomprimeerd, als Koot en Bie, Het Simplisties Verbond en Keek op de Week.

### Leven na de tv

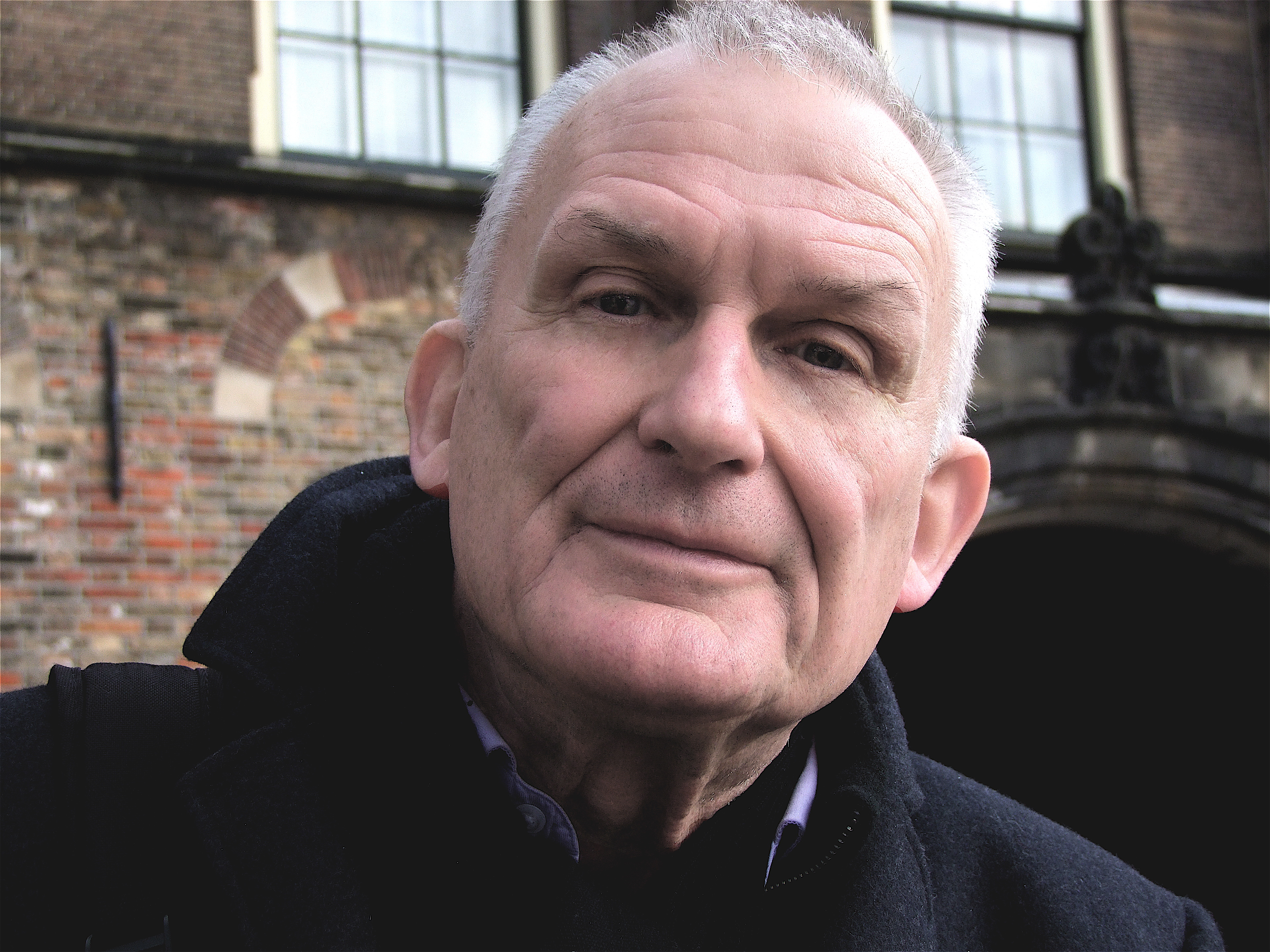
Wim de Bie in 2010

De Bie was van 2002 tot half mei 2008 actief op zijn weblog Bieslog. Op 4 mei 2009 sprak De Bie zijn 4 mei-voordracht Raketten en onschuldige burgers uit tijdens de Nationale Dodenherdenking in de Nieuwe Kerk te Amsterdam. Deze literair getinte voordracht ging over het belang van herinneren en herdenken. 
Hij woonde vele jaren in Bussum, maar verhuisde medio 2011 naar zijn geboortestad Den Haag. De Bie overleed thuis op 83-jarige leeftijd. Hij had de ziekte van Parkinson.

## Televisie
- 1969-1972: Hadimassa
- 1972: Teleac-cursus Esperanto
- 1972-1974: Het Gat van Nederland
- 1974: Oprichting van het Simplisties Verbond
- 1980: Koot en Bie
- 1981: Van Kooten en De Bie
- 1988-1993: Keek op de week
- 1993-1994: Krasse Knarren
- 1998: Spreker: Wim de Bie
- 1999: De Bunker van De Bie
- 2001: De Buhne van De Bie (met Annet Malherbe)

### Bekende typetjes
- Burgemeester Hans van der Vaart van de gemeente Juinen.
- Walter de Rochebrune: voormalig mijnbouwkundig ingenieur die na de sluiting der Limburgse mijnen als kluizenaar in het tuinhuisje van zijn moeder woont en daar filosofeert (komt later terug in zijn boek 'Schoftentuig').
- Otto den Beste: een oud-leraar Duits, die op straat allerlei tirades afsteekt en steevast Duitse schrijvers zoals Goethe citeert.
- Berendien uut Wisp: kruidenvrouw die in Keek op de Week een eigen item kreeg, tot grote ergernis van idealist Wim de Bie. Dit was een parodie op Klazien uit Zalk die in die periode ook vaak op televisie te zien was.
- Dirk: een corpulente, alcoholistische zwerver, die commentaar op het nieuws geeft en vrijwel altijd ruzie zoekt met De Bie, terwijl hij met Van Kooten juist een pilsje wilde drinken.
- Meneer Foppe: schuchtere en timide man; de eeuwige pineut in de sketches, werd in boeken van Wim de Bie een soort alter ego.
- Aad van der Naad: vakbondsbestuurder met een uitgesproken eigen mening en een onafscheidelijk pakje shag.
- Mémien Holboog: doctorandus gespecialiseerd in de ethiek.
- Willem van der Wiel: voddenfilosoof
- Chrut Titulaer: de "parabroer" van Chriet Titulaer die "De wondere bovenwereld" presenteerde
- Martin Šimek: dit was een van de weinige typetjes gebaseerd op met name genoemde, bestaande personen.
- Henk van der Meijden: idem

#### Als duo met Kees van Kooten
- De gebroeders Gé en Arie Temmes: twee oude uitkeringsgerechtigde mannen die zich over kleinigheidjes opwinden, waarbij Arie ook vaak op Gé moppert.
- F. Jacobse en Tedje van Es: twee 'vrije jongens' die zich vooral bezighouden met zwartwerk en kleine criminaliteit; tevens oprichters van de Tegenpartij.
- De Klisjeemannetjes: twee mannen met een Haags accent die aan het biljart in clichématig taalgebruik gesprekken voeren.
- Moeder en zoon Carla en Frank van Putten: gefrustreerde nestblijver Frank wordt continu betutteld door zijn moeder, terwijl hij in verloren momenten opgaat in seksuele fantasieën. ("Daar ben ik voor behandeld" en "Ik wil een lekkere del van een meid om mee te rollebollen, maar ik heb geen lekkere del van een meid om mee te rollebollen, ik heb alleen mijn moeder")
- De Positivoos: twee relizangers met politiek incorrecte liedjes, die vooral uit zijn op commercieel succes.
- Reporters Harry F. Kriele en Bulle van Berkel: Van Berkel werd vooral gekenmerkt door zijn stereotiepe lange jas, terwijl de reportages van Kriele vrijwel altijd een fiasco waren.
- Bert en Dien Meibos: echtpaar en vroegere leden van de Gerrit Braks-fanclub. Nadat deze uit de politiek is gestapt werden ze fan van achtereenvolgens Koos Alberts, Frans Bauer, Paul de Leeuw en de Spice Girls. Omdat Dien, die dominant en schreeuwerig is waarbij ze de mompelende Bert voortdurend overstemt, hen hier te oud voor vond werden ze weer fan van de Everly Brothers net als bij hun trouwen.
- Cornelis en Catalijne Pronk, een echtpaar dat een kind uit Afrika heeft geadopteerd, maar het nog nooit in het echt gezien hebben. Cornelis gaf zijn vrouw geregeld een corrigerende tik.
- Jet en Koosje Veenendaal: twee oudere welgestelde zusjes die samen in een huis in 't Gooi wonen. Jet is principieel, serieus en heeft als stopwoord "en dergelijke" terwijl Koosje het vaak niet zo nauw neemt en daarbij Jet regelmatig op stang jaagt.
- Ralph en Thea Ternauw: mooiweerprater Ralph en zijn in stilte opstandige vrouw Thea.
- Koos Koets en Robbie Kerkhof: oudere jongeren

## Discografie
Wim de Bie bracht enkele soloalbums uit.
- 1984: De Bie zingt (alleen uitgebracht als lp)
- 1990: De Bie zingt a capella (cd-versie met meer nummers dan de lp)
- 1996: De fluiten van ver weg: De wereldmuziek der Cananefaten
- 1997: Marylou (single; B-nummer: Het valt wel mee)

## Internet
De Bie hield van 2001 tot mei 2008 op de website van de VPRO een weblog, Bieslog, bij, dat bestond uit reacties op het dagelijks nieuws en eigen bijdragen aan radioprogramma's.
Van januari 2010 tot eind 2010 was hij op internet actief als 'nationale mental coach', waarvoor de VPRO hem een online podium bood.
In 2013 ging Bieslog offline, omdat de site technisch te veel verouderd was. Na een restauratieproces is de site sinds 3 september 2019 weer online beschikbaar. Audio en video is omgezet naar modernere formaten zodat ook recente browsers alles kunnen afspelen.

## Prijzen
- 1974: Nipkowschijf voor het Gat van Nederland
- 1977: Nipkowschijf voor het Simplisties Verbond
- 1985: Ere-Nipkowschijf voor het Simplisties Verbond
- 1985: Edison voor De Bie Zingt (met Kees van Kooten won hij door de jaren heen nog enkele Edisons)
- 1990: Henriette Roland Holst-prijs, voor het boek Schoftentuig
- 2005: Zilveren Prichettprijs voor de beste multimediale presentatie voor Bieslog
- 2006: eervolle vermelding publieksprijs Best of the Blogs
- 2007: erelidmaatschap van het Genootschap Onze Taal, samen met Kees van Kooten

## Trivia

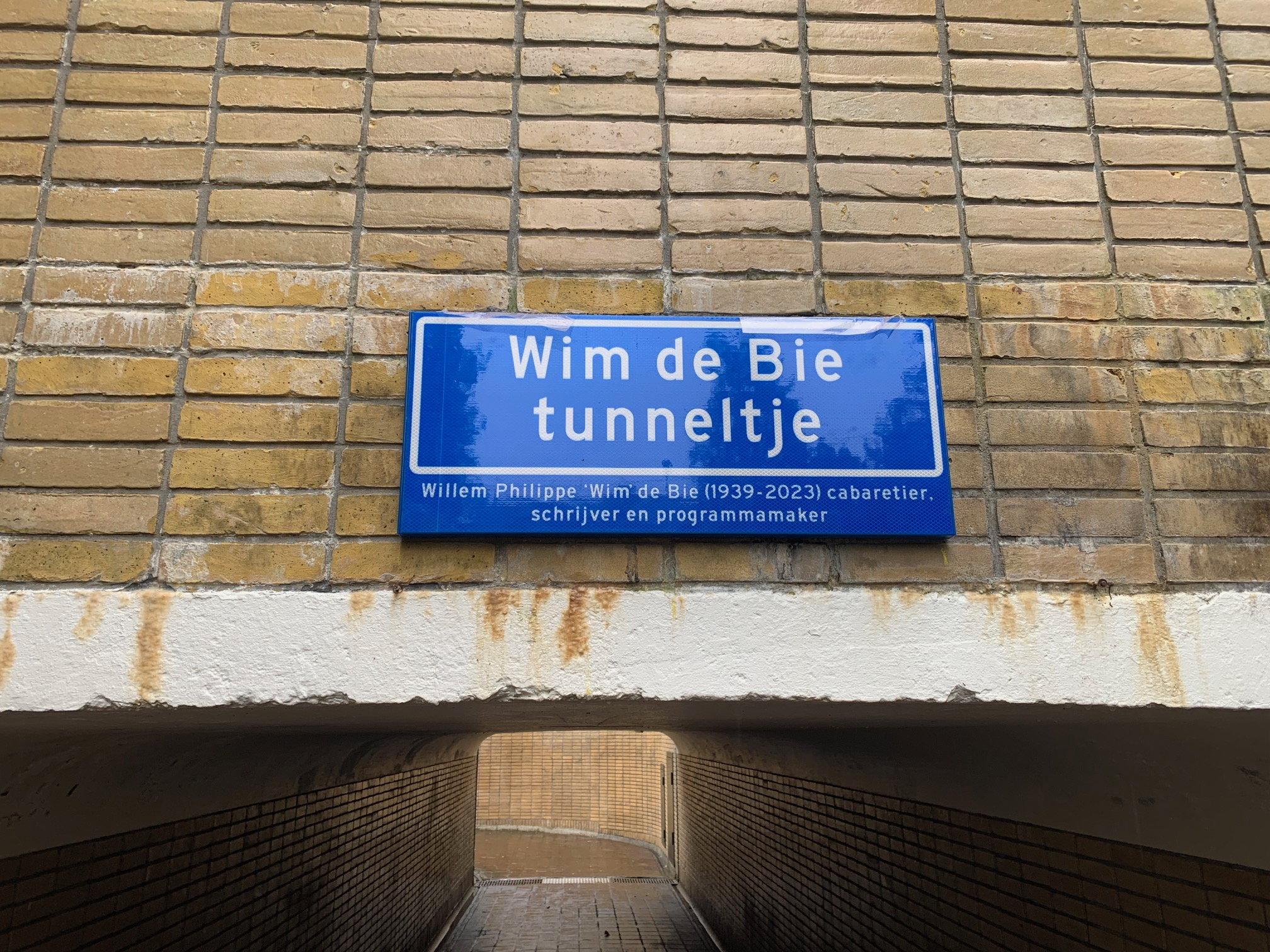
Wim de Bie tunneltje, gelegen onder de spoorbaan in Bussum

- Wim de Bie, die jarenlang woonachtig was in de wijk Het Spiegel in Bussum,  kreeg in juni 2024 als eerbetoon een tunneltje, onder de spoorlijn Amsterdam-Hilversum, naar hem vernoemd: het Wim de Bie tunneltje.[5][6]